# Emma Koch
Emma Koch (* 12. November 1860 in Mainz; † 8. Mai 1945 in Berlin) war eine deutsche Pianistin und Musikpädagogin. Sie unterrichtete u. a. von 1897 bis 1923 am Stern’schen Konservatorium in Berlin.

## Leben
Emma Koch erhielt ihren ersten Klavierunterricht von ihrer Mutter Mathilde Koch, ihr Vater war der Mainzer Bankdirektor Adolf Koch. Von 1872 bis 1878 war sie Schülerin bei Carl Baermann in München sowie von 1883 bis 1885 in Berlin von Xaver Scharwenka. Zeitgleich nahm sie an den Meisterklassen von Franz Liszt in Weimar teil. Nach dessen Tod besuchte sie auch die Kurse von Hans von Bülow in Frankfurt am Main. Außerdem war sie Schülerin von Moritz Moszkowski.
Von 1872 bis 1876 war Emma Koch Lehrerin für Klavier am Münchner Konservatorium sowie von 1897 bis 1923 am Stern’schen Konservatorium in Berlin, wo sie insgesamt 77 Schülerinnen unterrichtete. „Emma Koch war aktives Mitglied bei den Musikpädagogischen Kongressen in Berlin, hatte mehrere Jahre das Amt einer Prüfungskommissarin inne und war damit für die Bewertung musikpädagogischer Abschlüsse in Berlin zuständig.“
1880 begann Emma Koch zu konzertieren und blieb bis 1911 als internationale Konzertpianistin aktiv. Sie konzertierte als Solistin u. a. zusammen mit dem Berliner Philharmonischen Orchester und trat auch in kammermusikalischen Besetzungen auf. 1905 spielte Emma Koch Liszts Etude de Concert Nr. 2 „La Leggierezza“ f-Moll auf einer Welte-Mignon-Rolle ein. Zu ihrem stilistisch breiten Repertoire gehörten Klavierwerke u. a. von Franz Liszt, Xaver Scharwenka, Richard Strauss, Frédéric Chopin, Robert Schumann, Johannes Brahms, Ludwig van Beethoven, Johann Sebastian Bach und Domenico Scarlatti sowie von Claude Debussy und Camille Saint-Saëns.
Emma Koch war nicht verheiratet. Sie starb 1945 im Alter von 84 Jahren durch Suizid, indem sie sich aus ihrer Wohnung in Berlin-Wilmersdorf stürzte.

## Widmungen
- Moritz Moszkowski (1854–1925) widmete ihr seine „Drei Mazurken“ op. 60 für Klavier solo